# Cariduros de Fajardo (pallavolo)
I Cariduros de Fajardo furono una franchigia di pallavolo maschile portoricana, con sede a Fajardo.

## Storia
I Cariduros de Fajardo vendono fondati nel 2011, quando il titolo dei Caribes de San Sebastián viene trasferito alla città di Fajardo. Debuttano in Liga de Voleibol Superior Masculino nella stagione 2011-12, vincendo immediatamente lo scudetto. Dopo il quinto posto della stagione seguente, la franchigia decide di non iscriversi al campionato 2013-14, saltando la stagione.
Dopo la ripresa delle attività nella stagione 2014, in quella seguente la franchigia ritorna inattiva. Tornati in campo nel campionato 2016-17, già nel campionato seguente i Cariduros chiedono nuovamente una dispensa, non iscrivendosi, scenario che si ripete anche nei due tornei successivi. Il 30 agosto 2020 i giocatori appartenenti alla franchigia vengono dichiarati free agent dalla FPV, che contestualmente formalizza la scomparsa della franchigia.  

## Palmarès
- Campionato portoricano: 1

2011-12